# Yasutomi Nishizuka
Yasutomi Nishizuka (Ashiya, 12 luglio 1932 – 4 novembre 2004) è stato un biochimico giapponese.
Yasutomi Nishizuka (西塚泰美?, Nishizuka Yasutomi, 1932-2004) ha scoperto la Proteina chinasi C (PKC) e contribuito in modo notevole nello sviluppo di meccanismi molecolari di trasduzione dei segnali attraverso la membrana cellulare.

## Educazione e carriera accademica
Laureatosi in medicina presso l'Università di Kyoto nel 1957, vi ottenne il dottorato nel 1962. Avendo completato i suoi studi in Giappone, raggiunse il professor Fritz Albert Lipmann alla Rockefeller University negli Stati Uniti.
Dal 1962 al 1964 fu ricercatore associato del dipartimento di chimica farmaceutica all'Università di Kyoto, successivamente, dal 1964 al 1968, fu professore associato presso la stessa università.
Dal 1969 al 2004 fu professore e preside del dipartimento di biochimica nella Scuola di Medicina dell'Università di Kobe.

## Ricerca
Yasutomi è noto per lo studio dei meccanismi di trasduzione dei segnali attraverso la membrana cellulare, basato sulla scoperta della proteina C chinasi, una famiglia di enzimi del gruppo delle chinasi con molteplici funzioni.

## Premi e onorificenze
Yasutomi vinse l'Albert Lasker Award nel 1989 per «i suoi importantissimi contributi alla comprensione della trasduzione dei segnali nelle cellule e per aver scoperto che gli agenti cancerogeni innescano la crescita cellulare tramite l'attivazione della protein kinasi C».
Vinse il Premio Wolf per la medicina con Michael Berridge dell'Università di Cambridge per «le scoperte sulla trasduzione transmembrana dei segnali che coinvolge fosfolipidi e calcio».
Tra gli altri premi vinti da Nishizuka vi sono:
- Il Gairdner Foundation International Award (1988)
- Il Premio Alfred P. Sloan Jr. (1988)
- Il Premio Kyōto per le scienze di base (1992)
- Il Schering Prize (1995)